# Pupping
Pupping is een gemeente in de Oostenrijkse deelstaat Opper-Oostenrijk, gelegen in het district Eferding (EF). De gemeente heeft ongeveer 1900 inwoners.

## Geografie
Pupping heeft een oppervlakte van 13 km². Het ligt in het middennoorden van het land. De Duitse grens is niet ver weg.

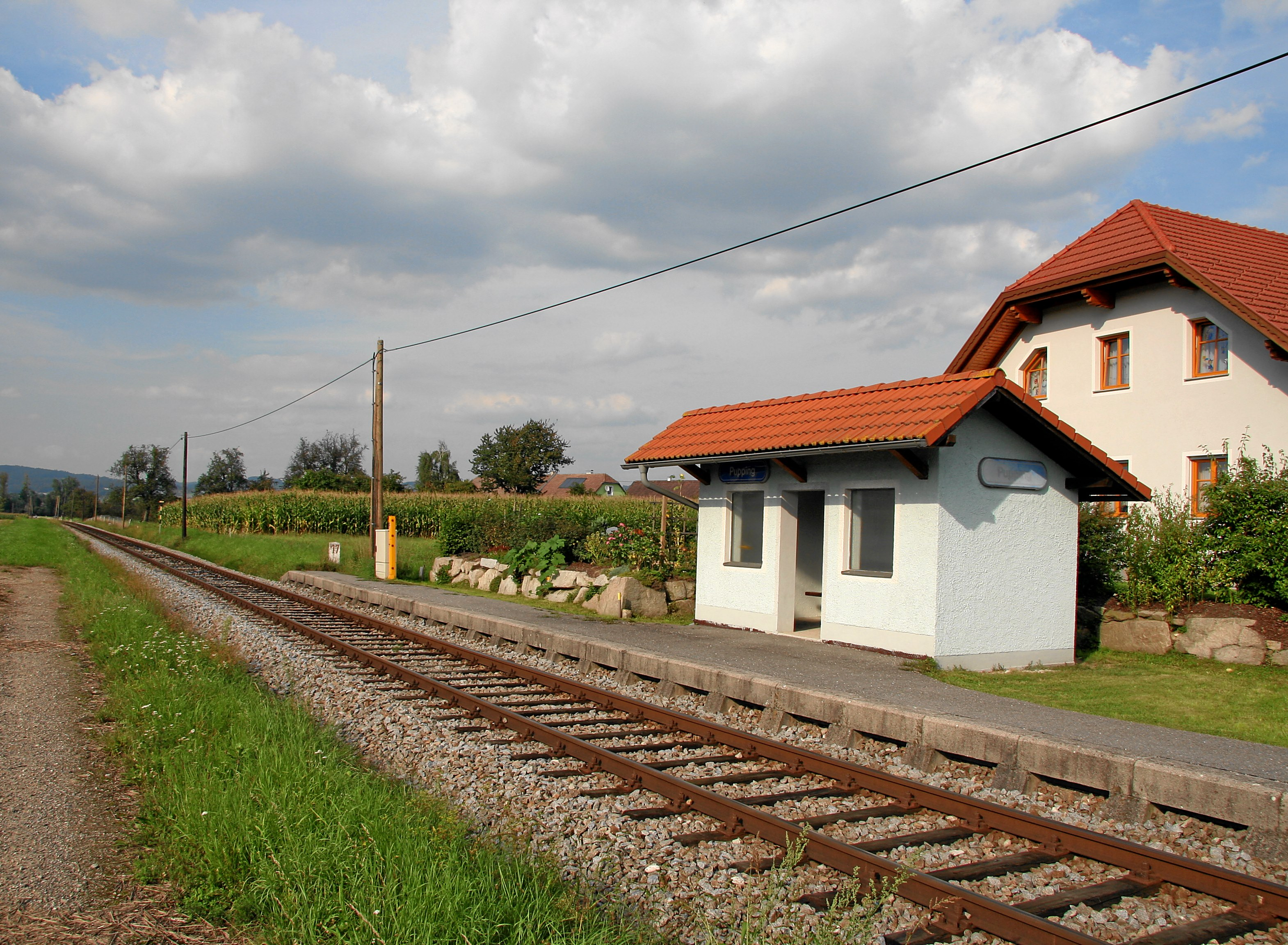
Station Pupping
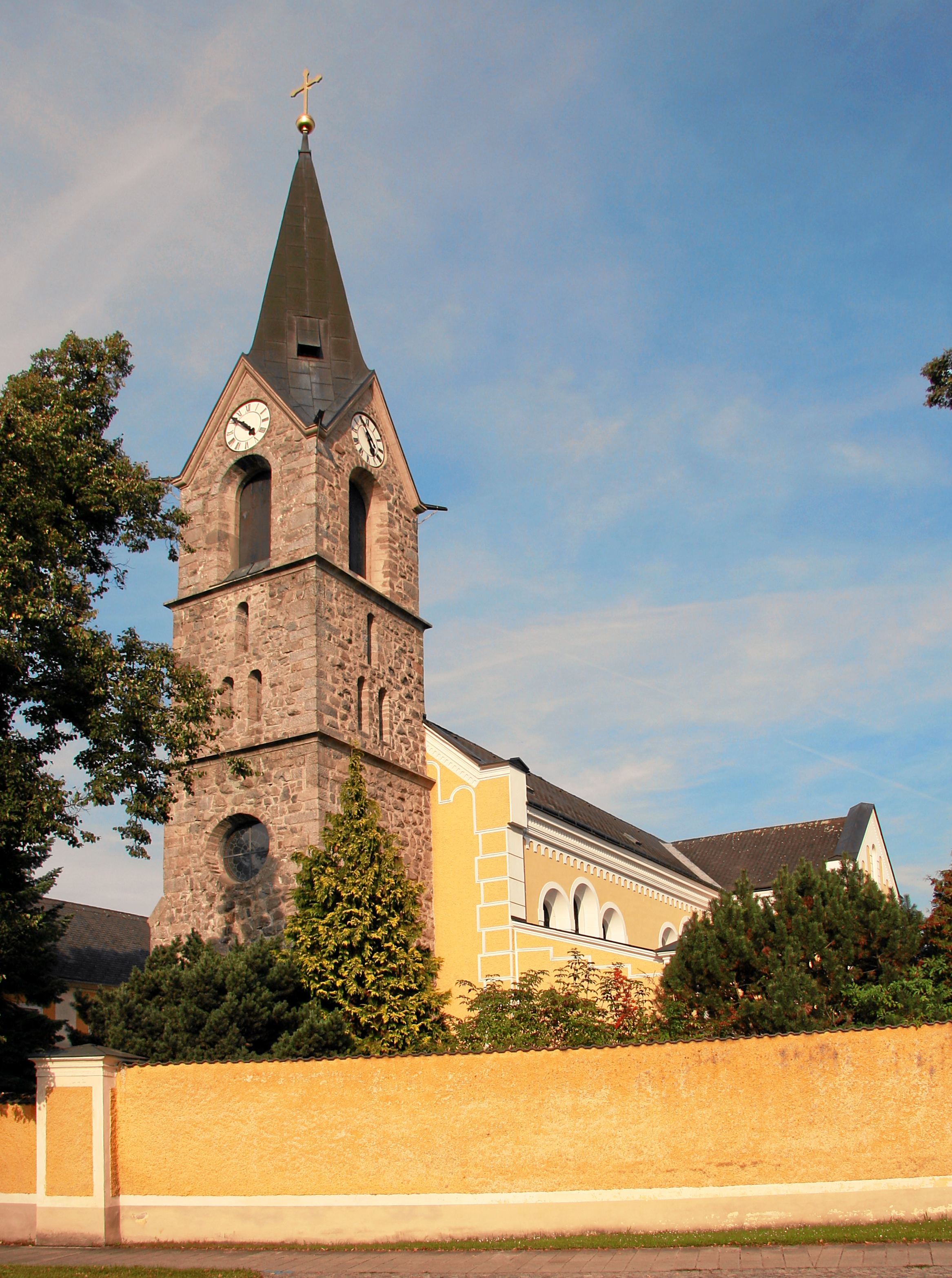
Kloosterkerk van Pupping
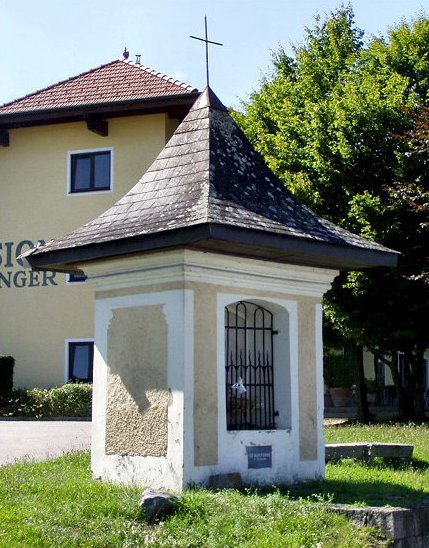
St. Wolfgangkapel in Pupping

Alkoven · Aschach an der Donau · Eferding · Fraham · Haibach ob der Donau · Hartkirchen · Hinzenbach · Prambachkirchen · Pupping · Scharten · Sankt Marienkirchen an der Polsenz · Stroheim
- Gemeinsame Normdatei: 4809871-1
- Virtual International Authority File: 236140060